# Periaqueductaal grijs
Het periaqueductale grijs PAG of de substantia grisea centralis is een gebied met zenuwcellen in de hersenstam. Het ligt rondom het aquaduct van Sylvius, de 'waterleiding' in de middenhersenen voor het vervoer van hersen- en ruggenmervloeistof tussen de derde en vierde ventrikel. Het gebied is grijs, wat betekent dat er veel celkernen van neuronen aanwezig zijn. De cellen, welke in het periaqueductale grijs liggen, hebben een functie in een van de vijf volgende vormen van gedrag:
- verwerken van pijn en verdediginggedrag,
- in de menselijke stem,
- bij de regulatie van de hartslag en de bloeddruk,
- bij seksualiteit en
- en bij urineren.

Het PAG is een soort schakelcentrum. Er komt informatie binnen welke in het PAG verwerkt wordt. Vervolgens worden premotorische neuronen in de hersenstam aangestuurd. Deze premotorische neuronen sturen vervolgens motorische neuronen in de hersenstam en in het ruggenmerg aan. De motorische neuronen in de hersenstam sturen direct spieren aan. Een voorbeeld van spieren die worden aangestuurd zijn de spieren om de urineblaas en de sluitspier van de urineblaas.
Bij onderzoek naar bloeddrukregulatie is veel activiteit gevonden in het PAG bij bloeddrukverlaging en bloeddrukverhoging. Het PAG stuurt zenuwcellen aan, die de bloedvaten verwijden of versmallen. Dit komt doordat spieren in de wand van de slagaders en aders worden aangespannen of ontspannen.